# Hector Bianciotti
Hector Bianciotti (n. 18 martie 1930, Calchín Oeste superficie:⁠(d), Provincia Córdoba, Argentina – d. 12 iunie 2012, Paris, Île-de-France, Franța) a fost un scriitor francez,

## Biografie
S-a născut în Argentina, într-o familie de emigranți francezi. A ajuns la Paris în 1961 și a fost naturalizat în 1981. Primul său roman în franceză a fost publicat în 1985. Hector Bianciotti a fost ales membru în Academia Franceză în 1996.

## Vezi și
- Lista membrilor Academiei Franceze